# Palais des sports (Madrid)
 (mars 2014).
Si vous disposez d'ouvrages ou d'articles de référence ou si vous connaissez des sites web de qualité traitant du thème abordé ici, merci de compléter l'article en donnant les références utiles à sa vérifiabilité et en les liant à la section « Notes et références ».
Le Palais des sports de Madrid (en espagnol : Palacio de Deportes de la Comunidad de Madrid), officiellement Movistar Arena depuis janvier 2025 pour des raisons de parrainage, est une salle multi-sport de Madrid, en Espagne.

## Événements
- Six jours de Madrid (1960-1986)
- Championnats d'Europe de judo 1965
- Jeux européens en salle 1968
- Championnats d'Europe d'athlétisme en salle 1986
- Championnat du monde de basket-ball masculin 1986
- Championnats d'Europe d'athlétisme en salle 2005
- Coupe du Roi de basket-ball, 2006 et 2009
- Championnats du monde de badminton 2006, 18 au 24 septembre 2006
- Final four de l'Euroligue de basket-ball 2007-2008, 2 et 4 mai 2008
- Championnat d'Europe de basket-ball 2007
- Concert du groupe canadien Arcade Fire 2010
- Final four de l'Euroligue de basket-ball 2014-2015

## Galerie

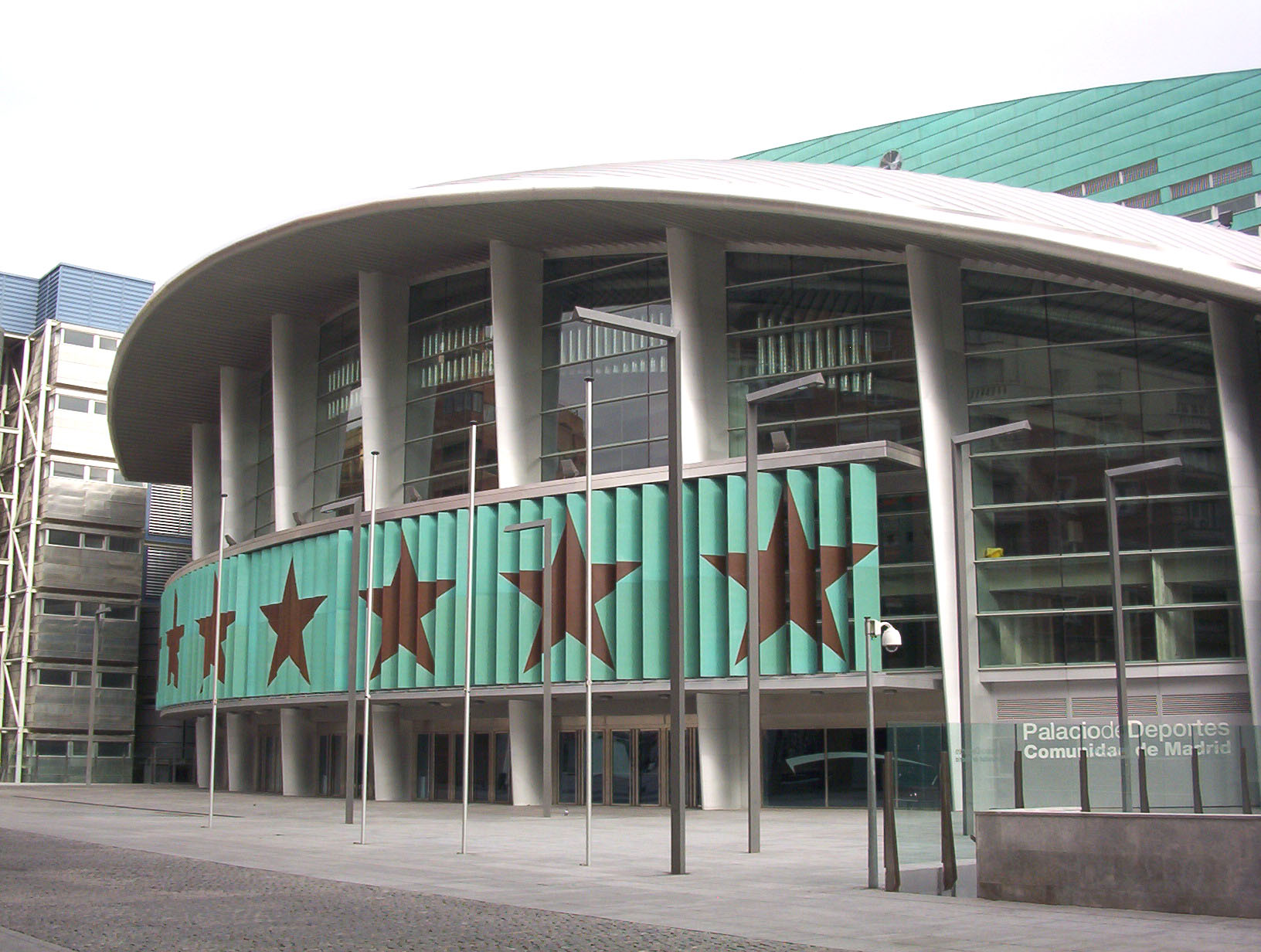
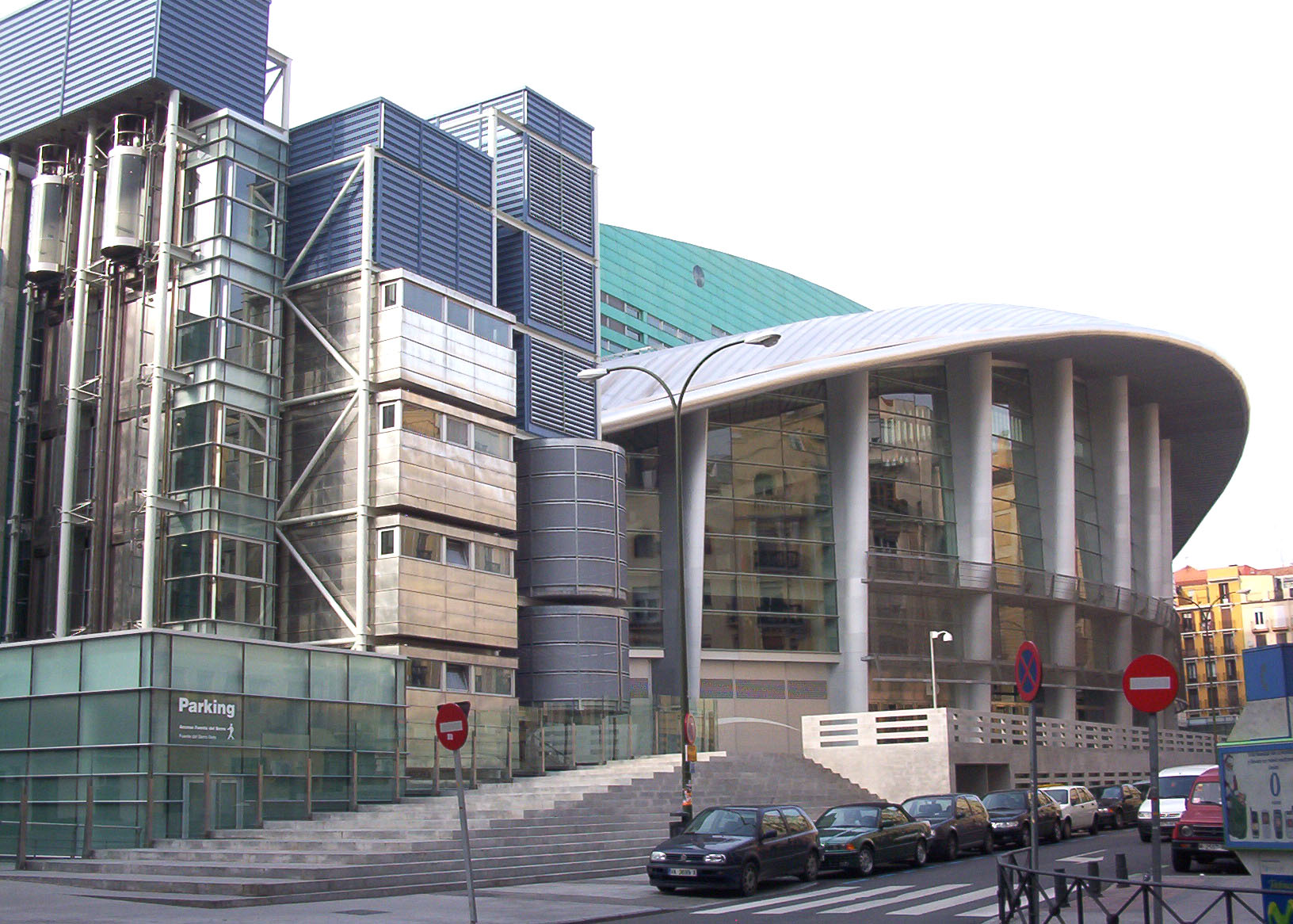
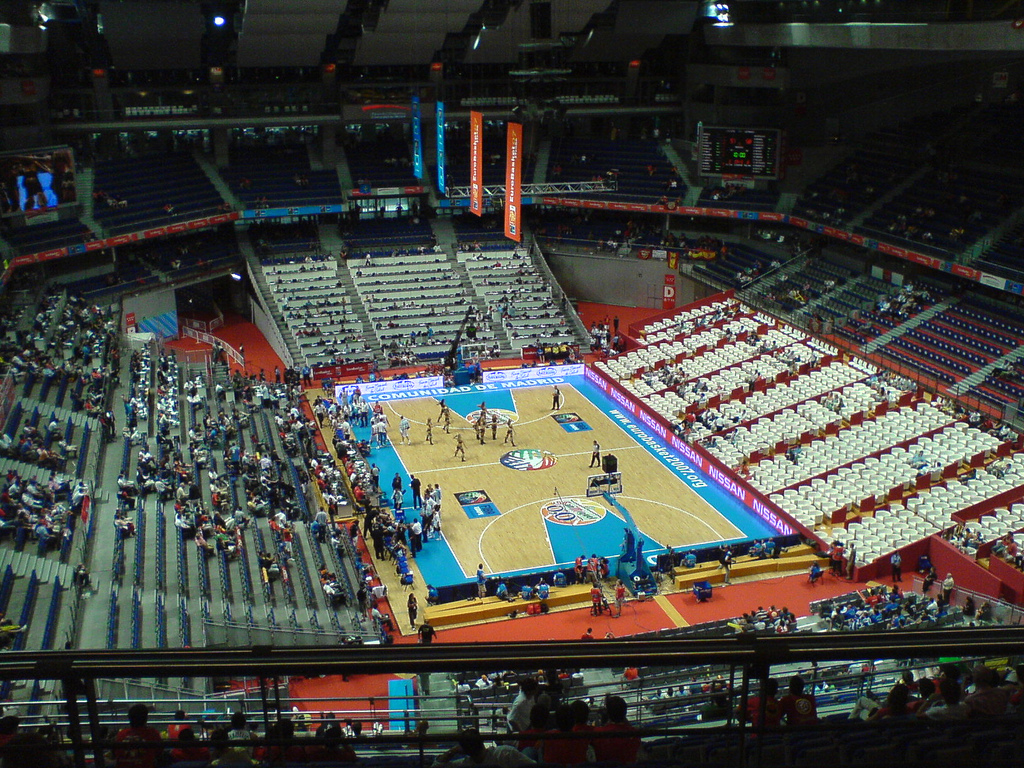